# (804) Hispania
(804) Hispania és un asteroide descobert el 20 de març de 1915 per Josep Comas i Solà a l'Observatori Fabra de Barcelona. La designació provisional que va rebre era 1915 WT. En ésser el primer asteroide descobert des de la península Ibèrica, el descobridor va voler donar-li un nom clàssic al·lusiu i va triar el nom d'Hispània que és com era coneguda la Península a l'època de l'Imperi Romà.